# John Mitchell (Paläontologe)
John Mitchell (* 9. März 1848 in Baillieston bei Glasgow; † 14. Januar 1928 in Waverley, Sydney) war ein australischer Paläontologe und Lehrer.

## Leben
Mitchell war der Sohn eines Bergbau-Kontraktors und Managers und kam mit seinen Eltern 1849 nach Australien, wo er in Newcastle (New South Wales) aufwuchs. Er besuchte ein Lehrerseminar und war Lehrer bei Newcastle und in Balranald. Dort sammelte er Käfer und Schmetterlinge und als er 1883 nach Bowning bei Yass versetzt wurde, begann er Fossilien zu sammeln. 1884 wurde er Mitglied der Linnean Society of New South Wales und publizierte ab 1886 in deren Zeitschrift (Proceedings).
Ab 1888 war er in Narellan und begann fossile Insekten und Pflanzen aus der triassischen Wianamatta Group des Sydneybeckens zu sammeln. Dort entdeckte er 1890 die ersten australischen Exemplare der Muschelschaler-Gattung Leaia, von Robert Etheridge Leaia mitchelli genannt (Leaia mitchelli = Hemicycloleaia mitchelli (Etheridge, 1892)) .
1898 wurde er Lehrer für Naturwissenschaften am Newcastle Technical College, wo er über Geologie, Botanik, Chemie und Prüfung von Erzen Vorlesungen hielt. Er setzte seine paläontologische Forschung fort und berichtete 1909 über die Entdeckung von Muschelschalern der Gattung Estheria im Kohlerevier von Newcastle (von ihm 1890 gefunden). Sie waren auch Gegenstand seiner letzten veröffentlichten Arbeit 1927. Er war administrativ für die Regierung in der Begutachtung der Ausbildung an Polytechniken tätig und besuchte in diesem Zusammenhang 1910 technische Schulen in Europa. 1913 ging er in den Ruhestand.
Er publizierte vor allem über Trilobiten (Silur von New South Wales, teilweise mit Etheridge und 1918 eine Übersicht über Trilobiten des Karbon in Australien) und Brachiopoden (paläozoische Atrypida in New South Wales, mit William Sutherland Dun 1920). Von ihm stammen eine Reihe von Erstbeschreibungen von Trilobiten.
Das fossile Insekt Bellmontia mitchelli (Tillyard 1919) aus dem Kohlerevier von Newcastle (aus dem Perm) wurde von Robin John Tillyard nach ihm und der Fundstelle Bellmont benannt (und wurde ursprünglich von Mitchell gefunden). Tillyard ordnete es der von ihm eingeführten neuen Ordnung Paramecoptera zu (heute nicht mehr gebräuchlich), E. F. Riek 1953 den Schnabelfliegen (Mecoptera).
Etheridge benannte auch den Muschelschaler Mimoleaia mitchelli 1892 nach ihm.
Er liegt in Newcastle begraben. 
1870 heiratete er Sarah Ashton, mit der er drei Söhne und drei Töchter hatte.

## Schriften
- The Carboniferous trilobites of Australia. Proceedings of The Linnean Society of New South Wales, Band 43, 1918, S. 437–494
- Descriptions of two new trilobites, and note on Griffithides convexicaudatus Mitchell. Proceedings of The Linnean Society of New South Wales, Band 47, 1922, S. 535–540
- New trilobites from Bowning, with notes on Encrinurus and Cordania gardneri. Proceedings of The Linnean Society of New South Wales, Band 49, 1924, S. 46–54
- Descriptions of new species of Leaia. Proceedings of The Linnean Society of New South Wales, Band 50, 1925, S. 438–447, Pl. 41 – 43
- The fossil Estheriae of Australia. Part i. Proceedings of The Linnean Society of New South Wales, Band 52, 1927, S. 105–112, Pl. 2 – 4